# Tonnerre d'Abomey Football Club
Il Tonnerre d'Abomey Football Club è una società calcistica con sede a Abomey in Benin.
Il club milita nel campionato beninese di calcio e gioca le gare casalinghe allo stadio Municipal de Bohicon. Ha vinto il suo primo titolo nazionale nella stagione 2007 sotto la guida dell'allenatore Guglielmo Arena.

## Palmarès
- Campionato beninese di calcio: 1

2007

## Rosa 2019/2020
Rosa aggiornata al 18 agosto 2019.
| N. |                  | Ruolo | Calciatore             |
| -- | ---------------- | ----- | ---------------------- |
| 2  | Benin (bandiera) | D     | Romuald Kiki           |
| 3  | Benin (bandiera) | D     | Tanko Ouro             |
| 4  | Benin (bandiera) | D     | Rock Durand            |
| 6  | Benin (bandiera) | A     | Eric Tchibozo          |
| 7  | Benin (bandiera) | D     | Wagabe Gnofam          |
| 8  | Benin (bandiera) | A     | Victor Chukwu          |
| 9  | Benin (bandiera) | A     | Dieudonné Flacandji    |
| 10 | Benin (bandiera) | C     | Getheme Luizan         |
| 11 | Benin (bandiera) | C     | Louis Ireke Agonhossou |
| 12 | Benin (bandiera) | D     | Anoumou Agbossou       |

| N. |                  | Ruolo | Calciatore          |
| -- | ---------------- | ----- | ------------------- |
| 15 | Benin (bandiera) | D     | Soumaila Traoré     |
| 17 | Benin (bandiera) | C     | Arnaud Séka         |
| 19 | Benin (bandiera) | C     | Ousmane Makarimi    |
| 20 | Benin (bandiera) | A     | Yaovi Bézo          |
| 21 | Benin (bandiera) | P     | Ado Isaac Nato      |
| 22 | Benin (bandiera) | A     | James Godfried Kiki |
| 23 | Benin (bandiera) | C     | Juvenal Uzur Oke    |
| 30 | Benin (bandiera) | P     | Rachid Compaoré     |
|    | Benin (bandiera) | D     | Comlanvi Akakpo     |
|    | Benin (bandiera) | C     | Patrice Djokoué     |